# Битва под Мартиничами (1877)
Битва под Мартиничами — битва, которая прошла в 1877 под деревней Мартиничи, на севере от Спужа.

## Ход битвы
Турецкий командир Али Саиб-паша наступал из Спуа и через Белопавловичи дошел до Мартиничей. 5 июня турки были остановлен 3 батальонами черногорцев под предводительством Ильи Пламенаца. Для того, чтобы проникнуть к Даниловграду любой ценой, Али Саиб-паша 16 июня отправил в бой 3000 башибузук и ещё 13 таборов (батальонов) низамов (регулярной армии).
Битва дошла до ближнего боя, в котором черногорцы отбили турецкие первые ряды. Большинство турок отказались от атаки и отправились в Спуж.
19 июня нападение на Мартиничи повторилось, но оно провалилось.
При значительных турецких людских потерях, в борьбе с черногорцами они смогли захватить 2000 винтовок и много других военных материалов.